# Elopomorpha
Super-ordre
Les Elopomorpha sont un super-ordre de poissons téléostéens (Teleostei) qui regroupe des espèces de poissons serpentiformes comme les anguilles, les tarpons, le grandgousier-pélican (Eurypharynx pelecanoides), dont la métamorphose transforme radicalement la larve leptocéphale en un individu morphologiquement très différent.
Comme l’indique l’adjectif, les poissons serpentiformes ont l’aspect morphologique superficiel et parfois le type de déplacement d’un serpent, toutefois il s'agit bien de poissons et ils n'ont aucun lien avec les reptiles ; certains peuvent mordre quand ils sont agressés (notamment les murènes), mais aucun n'est venimeux ni spontanément agressif.

## Systématique
Le super-ordre des Elopomorpha a été créé en 1966 par Peter Humphry Greenwood, Donn Eric Rosen, Stanley Howard Weitzman (d) et George Sprague Myers.

## Liste des ordres
| Selon World Register of Marine Species (15 février 2022) : ___ - ordre Anguilliformes -- anguilles - ordre Saccopharyngiformes -- grandgousiers | Selon ITIS : - ordre Albuliformes - ordre Anguilliformes - ordre Elopiformes - ordre Saccopharyngiformes |

Auxquels certains auteurs ajoutent l'ordre Notacanthiformes, considéré comme le sous-ordre Notacanthoidei sous l'ordre Albuliformes par ITIS.

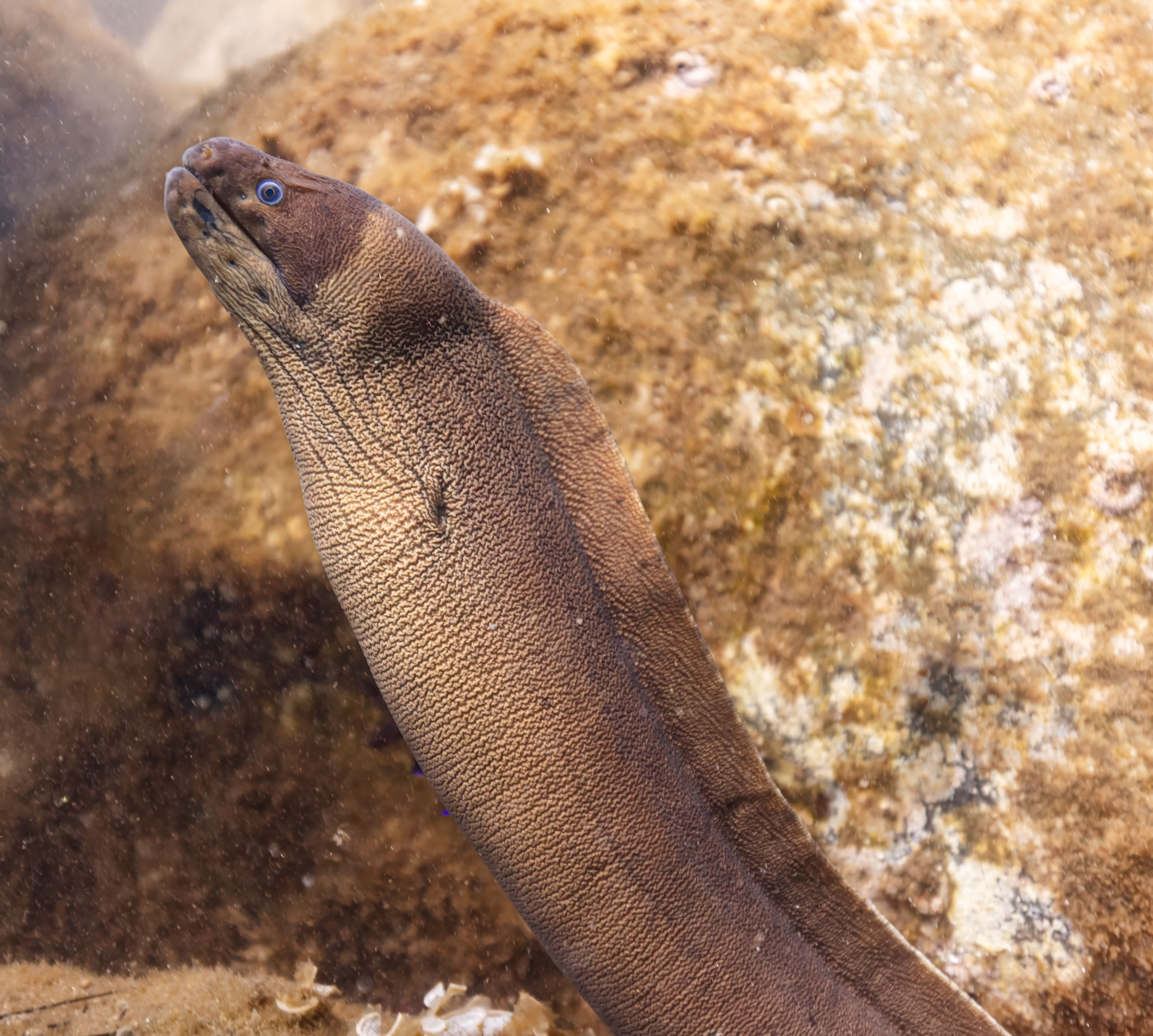
Gymnothorax unicolor (Anguilliformes).
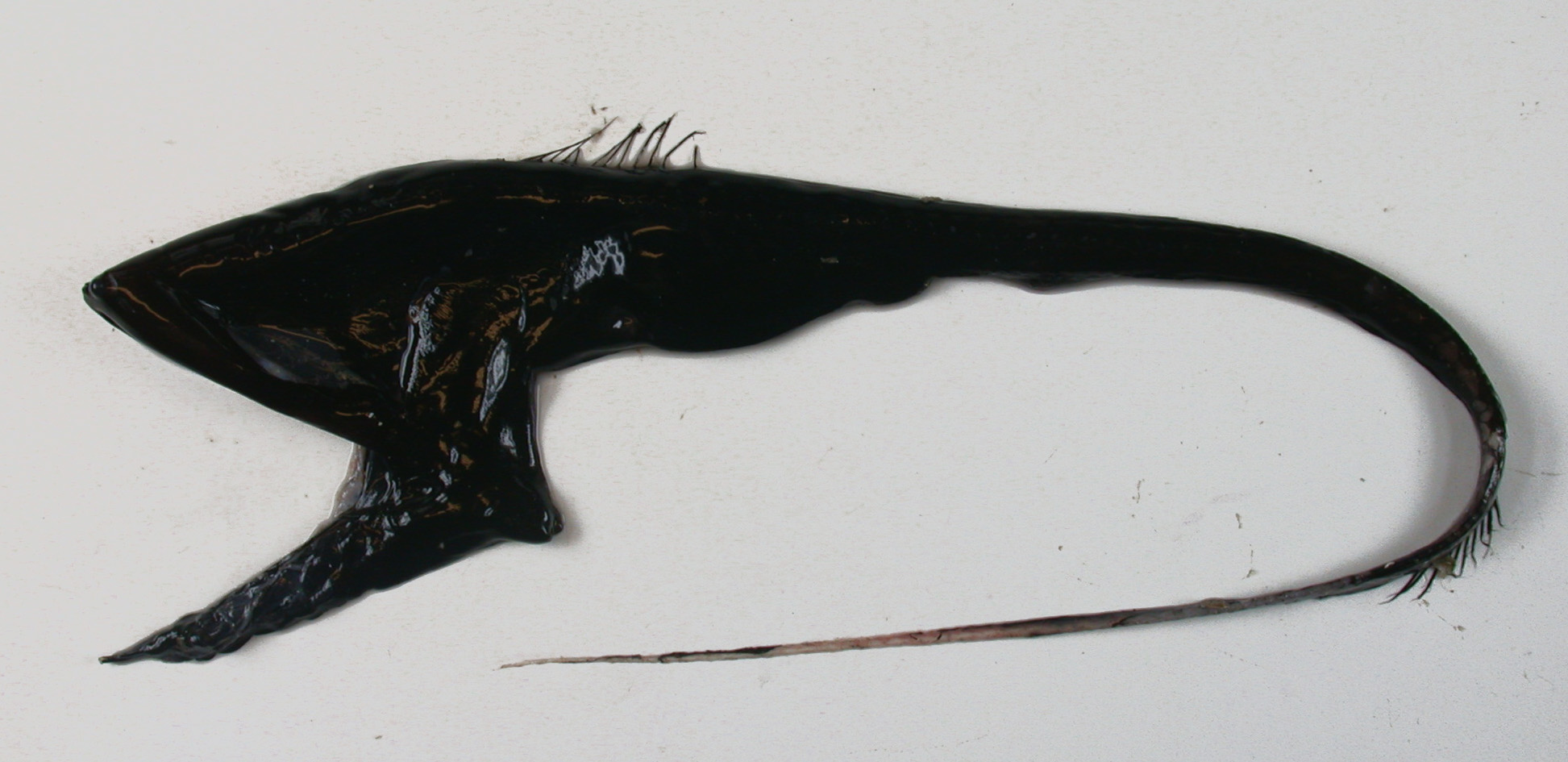
Eurypharynx pelecanoides (Saccopharyngiformes).

## Publication originale
- (en) P. Humphry Greenwood, Donn E. Rosen, Stanley H Weitzman et George S Myers, « Phyletic Studies of Teleostean Fishes, with a Provisional Classification of Living Forms », Bulletin of the American Museum of Natural History, New York, Musée américain d'histoire naturelle, vol. 131, no 4,‎ 1966, p. 341-455 (ISSN 0003-0090 et 1937-3546, OCLC 1287364, lire en ligne).